# Vauquois
Pour les articles homonymes, voir Vauquois (homonymie).
Vauquois est une commune française située dans le département de la Meuse, en région Grand Est.
Le village est connu pour la bataille de Vauquois qui s'est déroulée durant la Première Guerre mondiale du 15 février au 23 mars 1915 entre l'armée française et l'armée allemande.

## Géographie

### Situation
Vauquois est un petit village du département de la Meuse, situé à 35 kilomètres au nord-ouest de Verdun. Il est dominé par une butte haute de 290 mètres et sur laquelle avant la Première Guerre mondiale, se trouvait le village.

#### Communes limitrophes
| Cheppy      | Cheppy      | Avocourt   |
| Boureuilles | Vauquois    | Avocourt   |
| Boureuilles | Boureuilles | Aubréville |

### Hydrographie
La commune est dans la région hydrographique « la Seine du confluent de l'Oise (inclus) à l'embouchure » au sein du bassin Seine-Normandie. Elle est drainée par la Buante, le Fossé 01 de la commune de Vauquois, le Fossé 03 de la commune de Vauquois, le ruisseau de Vaux, le ruisseau de Branière et la Beaussogne,.
La Buante, d'une longueur de 18 km, prend sa source dans la commune de Avocourt et se jette  dans l'Aire à Baulny, après avoir traversé cinq communes. 

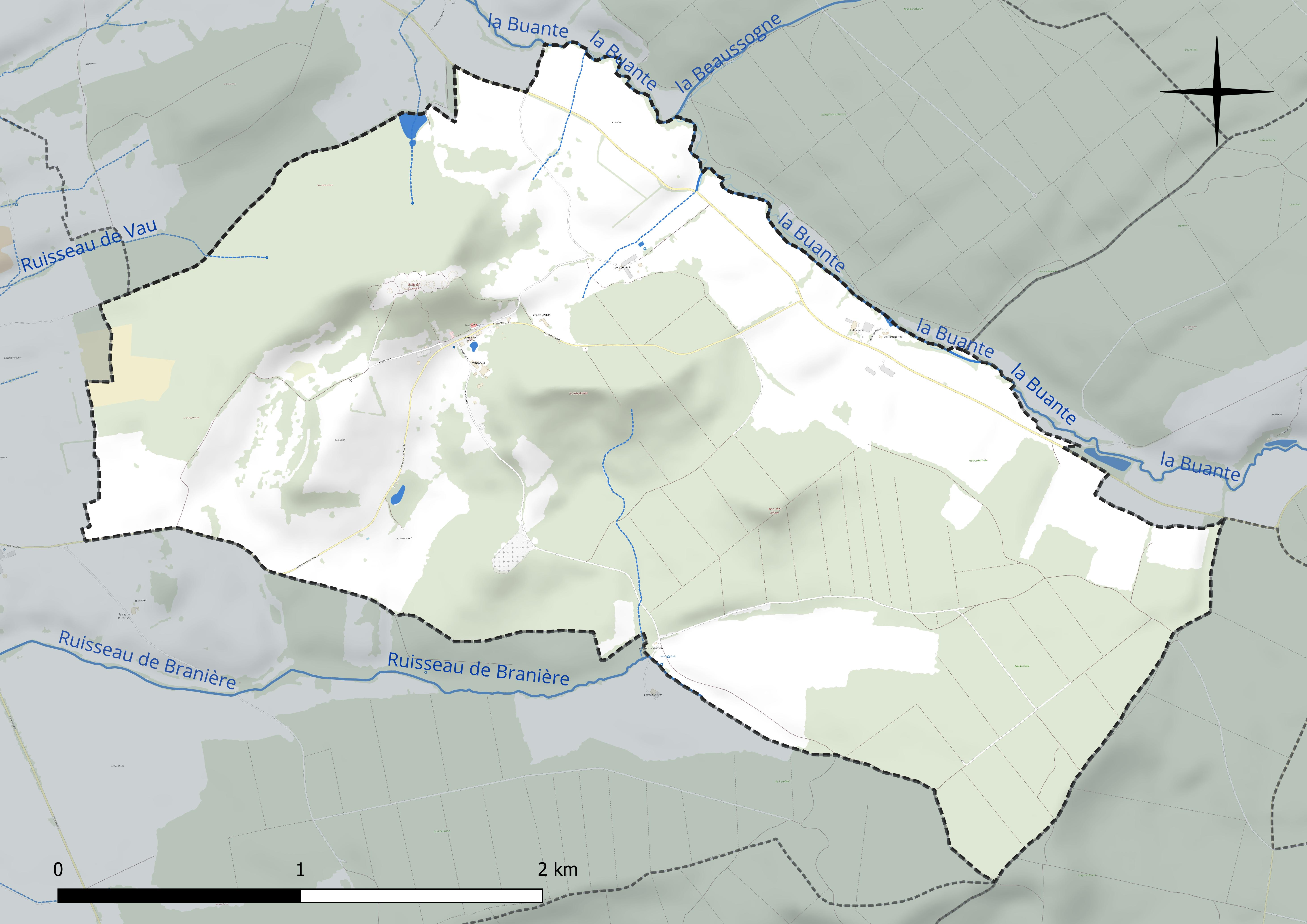
Réseau hydrographique de Vauquois.

### Climat
Pour des articles plus généraux, voir Climat du Grand Est et Climat de la Meuse.
En 2010, le climat de la commune est de type climat de montagne, selon une étude du Centre national de la recherche scientifique s'appuyant sur une série de données couvrant la période 1971-2000. En 2020, Météo-France publie une typologie des climats de la France métropolitaine dans laquelle la commune est exposée à un climat océanique altéré et est dans la région climatique  Lorraine, plateau de Langres, Morvan, caractérisée par un hiver rude (1,5 °C), des vents modérés et des brouillards fréquents en automne et hiver. 
Pour la période 1971-2000, la température annuelle moyenne est de 9,6 °C, avec une amplitude thermique annuelle de 15,8 °C. Le cumul annuel moyen de précipitations est de 991 mm, avec 13,8 jours de précipitations en janvier et 9,3 jours en juillet. Pour la période 1991-2020, la température moyenne annuelle observée sur la station météorologique de Météo-France la plus proche, « Aubréville_sapc », sur la commune d'Aubréville à 7 km à vol d'oiseau, est de 10,9 °C et le cumul annuel moyen de précipitations est de 854,3 mm. 
La température maximale relevée sur cette station est de 41,8 °C, atteinte le 25 juillet 2019 ; la température minimale est de −15,7 °C, atteinte le 20 décembre 2009,,. 
Les paramètres climatiques de la commune ont été estimés pour le milieu du siècle (2041-2070) selon différents scénarios d'émission de gaz à effet de serre à partir des nouvelles projections climatiques de référence DRIAS-2020. Ils sont consultables sur un site dédié publié par Météo-France en novembre 2022.

## Urbanisme

### Typologie
Au 1er janvier 2024, Vauquois est catégorisée commune rurale à habitat très dispersé, selon la nouvelle grille communale de densité à sept niveaux définie par l'Insee en 2022.
Elle est située hors unité urbaine et hors attraction des villes,.

### Occupation des sols
L'occupation des sols de la commune, telle qu'elle ressort de la base de données européenne d’occupation biophysique des sols Corine Land Cover (CLC), est marquée par l'importance des forêts et milieux semi-naturels (57,4 % en 2018), en augmentation par rapport à 1990 (54,7 %). La répartition détaillée en 2018 est la suivante : 
forêts (57,4 %), prairies (42,6 %). L'évolution de l’occupation des sols de la commune et de ses infrastructures peut être observée sur les différentes représentations cartographiques du territoire : la carte de Cassini (XVIIIe siècle), la carte d'état-major (1820-1866) et les cartes ou photos aériennes de l'IGN pour la période actuelle (1950 à aujourd'hui).

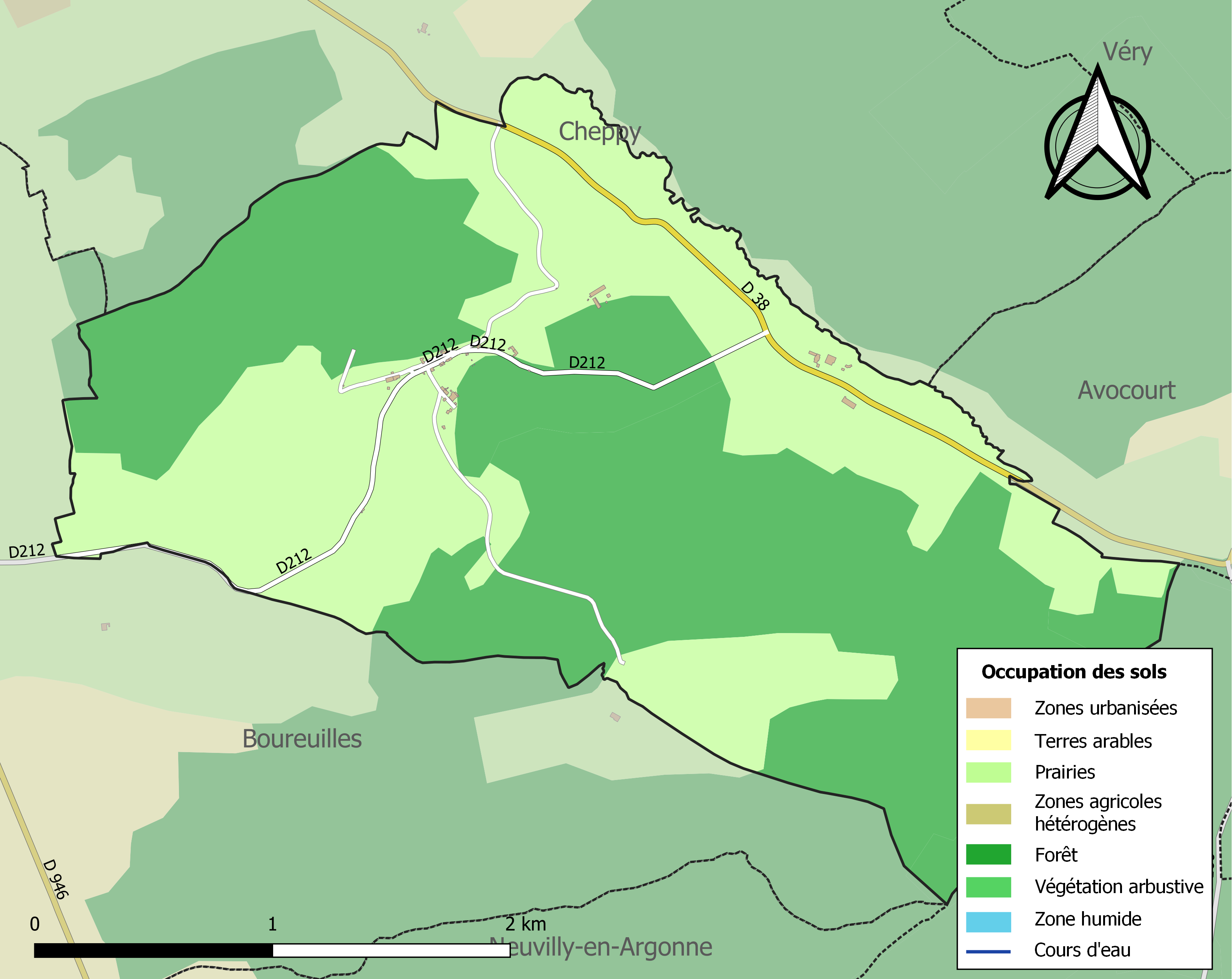
Carte des infrastructures et de l'occupation des sols de la commune en 2018 (CLC).

## Toponymie
Le nom de la localité est attesté sous la forme Vauquoy en 1642. 
Sans doute du latin vallis, suivi d'un élément assez obscur.
Pourrait être une ancienne vallis quietum, « vallée tranquille », ou une ancienne vallis Quadensis, « vallée des Quades », un peuple germain aujourd’hui encore assez méconnu.[réf. nécessaire]

## Histoire
L'occupation du site date de l'époque gallo-romaine.
Le village est surtout célèbre pour sa bataille, dite bataille de Vauquois, qui se déroula durant presque toute la Première Guerre mondiale, de 1914 à 1918 (quatre années et deux jours exactement) et qui opposa les armées françaises et américaines contre l'armée allemande. Elle s'est déroulée du 15 février au 23 mars 1915, se soldant par une victoire tactique de la France, mais continua jusqu'en avril 1918 sous forme de « guerre des mines ».
Le village était construit sur la butte du même nom ce qui en faisait un lieu stratégique pour les armées en présence. En effet, dominant la plaine du haut de ses 290 m, cette position permettait d'avoir une vue imprenable sur les voies de communications de Verdun et Sainte-Menehould et permettait de diriger les tirs d'artillerie contre les positions ennemies. Haut-lieu de la guerre dite des mines durant laquelle chaque adversaire creusait de profondes galeries (mines) et y enfouissait des tonnes d'explosifs afin de causer d'importants dégâts en surface avant de lancer un assaut. Terrible affrontement où la peur de sauter était constamment à l'esprit des combattants. Les profonds cratères encore visibles témoignent de la violence des combats et forment une profonde tranchée au sommet de la butte. La ligne de front fut percée par les Américains lors d'une offensive de grande envergure en 1918. Le futur président américain Harry Truman et le futur général Patton combattirent dans le secteur. Il ne reste plus aucune trace de l'ancien village.
Bien que classé en zone rouge, du fait des munitions et cadavres dispersés sur et dans la butte, les habitants se réinstallèrent au pied de celle-ci où fut construit le village actuel. La commune sera alors parrainée par la ville d'Orléans en août 1919 grâce à l'intervention du général Céleste Deprez, originaire du village. Plusieurs régiments composés d'Orléanais avaient combattu à Vauquois. Une souscription publique y sera lancée. Mais le nouveau village ne sera composé, pendant de nombreuses années, que de baraquements, la première maison en pierre n'étant construite qu'en 1923. Un monument « aux combattants et aux morts de Vauquois » est inauguré en 1925 au sommet de la butte qui devient un site puis un monument historique. La rue principale du nouveau village est baptisée rue d'Orléans.
Il resterait sous le sol environ 14 km de galeries en parties effondrées dont deux étudiées par les historiens et par les archéologues.

## Politique et administration

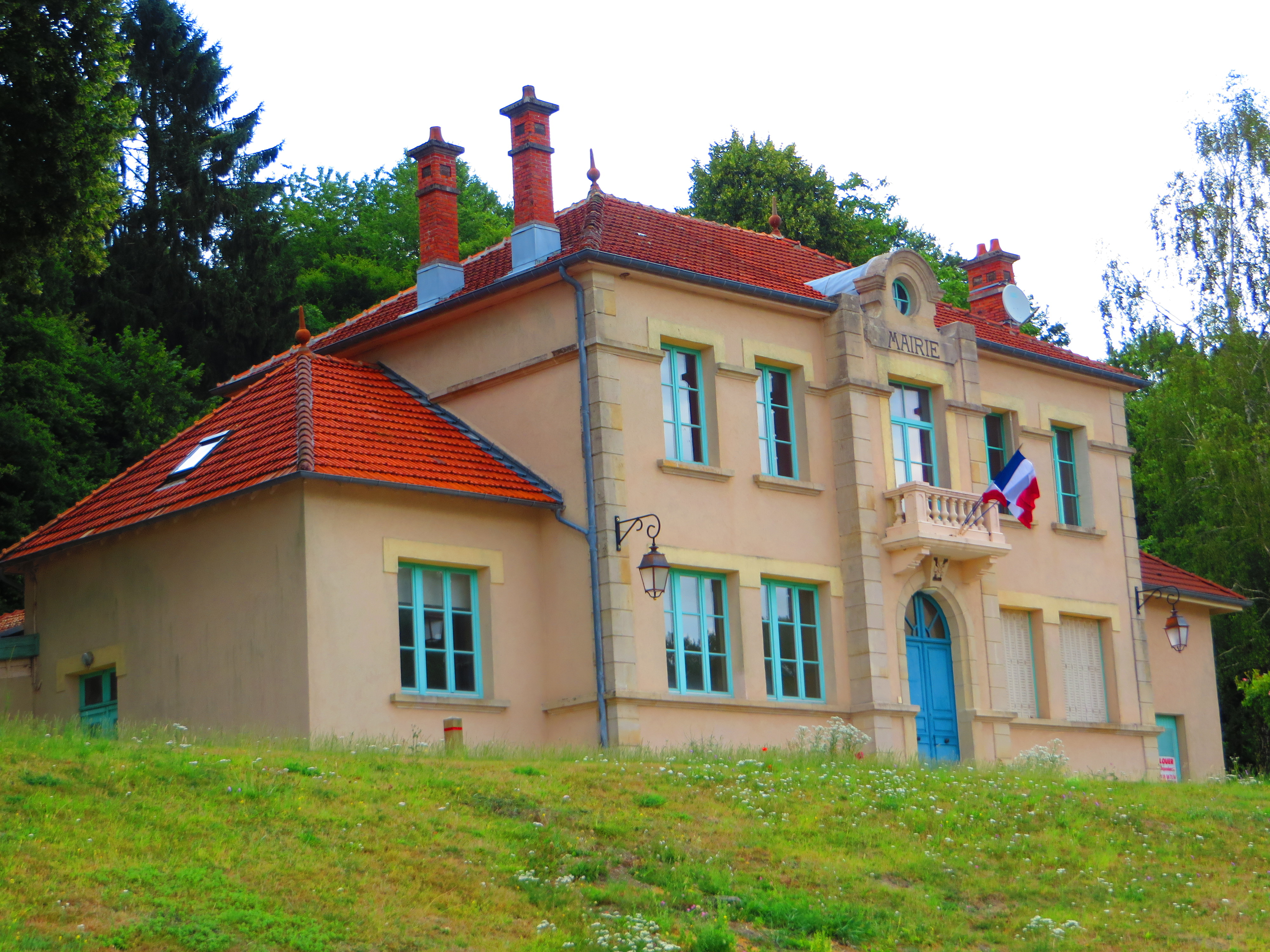
La mairie.

| Période                                  | Période  | Identité             | Étiquette | Qualité |
| ---------------------------------------- | -------- | -------------------- | --------- | ------- |
| Les données manquantes sont à compléter. |          |                      |           |         |
| mars 2001                                | En cours | Jean-Pierre Delandre |           |         |

## Population et société

### Démographie
L'évolution du nombre d'habitants est connue à travers les recensements de la population effectués dans la commune depuis 1793. Pour les communes de moins de 10 000 habitants, une enquête de recensement portant sur toute la population est réalisée tous les cinq ans, les populations de référence des années intermédiaires étant quant à elles estimées par interpolation ou extrapolation. Pour la commune, le premier recensement exhaustif entrant dans le cadre du nouveau dispositif a été réalisé en 2006.

En 2022, la commune comptait 23 habitants, en évolution de +27,78 % par rapport à 2016 (Meuse : −4,4 %, France hors Mayotte : +2,11 %).
| 1793 | 1800 | 1806 | 1821 | 1831 | 1836 | 1841 | 1846 | 1851 |
| ---- | ---- | ---- | ---- | ---- | ---- | ---- | ---- | ---- |
| 345  | 338  | 348  | 328  | 323  | 331  | 305  | 320  | 319  |

| 1856 | 1861 | 1866 | 1872 | 1876 | 1881 | 1886 | 1891 | 1896 |
| ---- | ---- | ---- | ---- | ---- | ---- | ---- | ---- | ---- |
| 324  | 332  | 313  | 278  | 239  | 233  | 239  | 253  | 236  |

| 1901 | 1906 | 1911 | 1921 | 1926 | 1931 | 1936 | 1946 | 1954 |
| ---- | ---- | ---- | ---- | ---- | ---- | ---- | ---- | ---- |
| 216  | 183  | 168  | 58   | 63   | 102  | 85   | 85   | 55   |

| 1962 | 1968 | 1975 | 1982 | 1990 | 1999 | 2006 | 2011 | 2016 |
| ---- | ---- | ---- | ---- | ---- | ---- | ---- | ---- | ---- |
| 57   | 48   | 49   | 36   | 28   | 26   | 20   | 23   | 18   |

| 2021 | 2022 | - | - | - | - | - | - | - |
| ---- | ---- | - | - | - | - | - | - | - |
| 21   | 23   | - | - | - | - | - | - | - |

## Culture locale et patrimoine

### Lieux et monuments

#### Butte de Vauquois
- Nécropole nationale

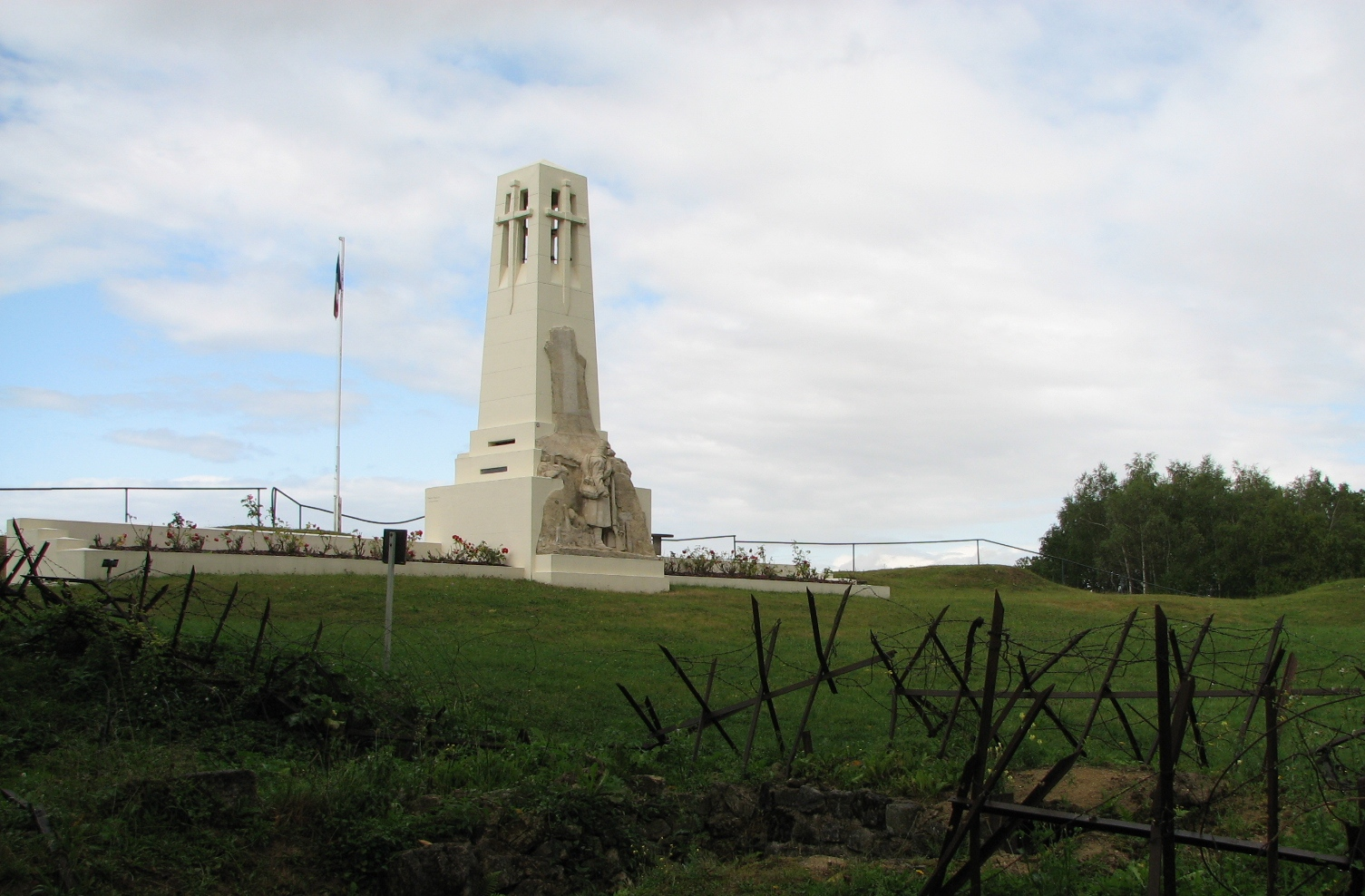
Monument « Aux combattants et aux morts du Vauquois »

- Le Monument Aux combattants et aux morts du Vauquois.

Le site de la butte de Vauquois a été préservé après la guerre. En 1925, un monument « aux combattants et aux morts du Vauquois » a été construit au sommet de la butte, côté "français". Il représente une pyramide tronquée avec une lanterne des morts. Y est sculpté un poilu en tenue de 1915 et un marronnier tronqué, rappelant un marronnier de la butte scié à la mitrailleuse par les Allemands car il servait de repère à l'artillerie française. L'ensemble des terrains de la zone rouge sur la butte a été classé monument historique depuis 1937.
Aujourd'hui, le site est ouvert au public et constitue un témoignage de la première guerre mondiale, du sacrifice des valeureux soldats de chaque camp et de la « guerre des mines ». Une association de bénévoles, l'association des amis de Vauquois et de sa région, entretient et restaure le site pour conserver ce témoignage de l'histoire. Cette association propose une visite guidée des souterrains le premier dimanche de chaque mois ou sur rendez-vous pour des groupes.

#### Église de l'Immaculée-Conception
L'église de l'Immaculée-Conception, reconstruite en 1928.

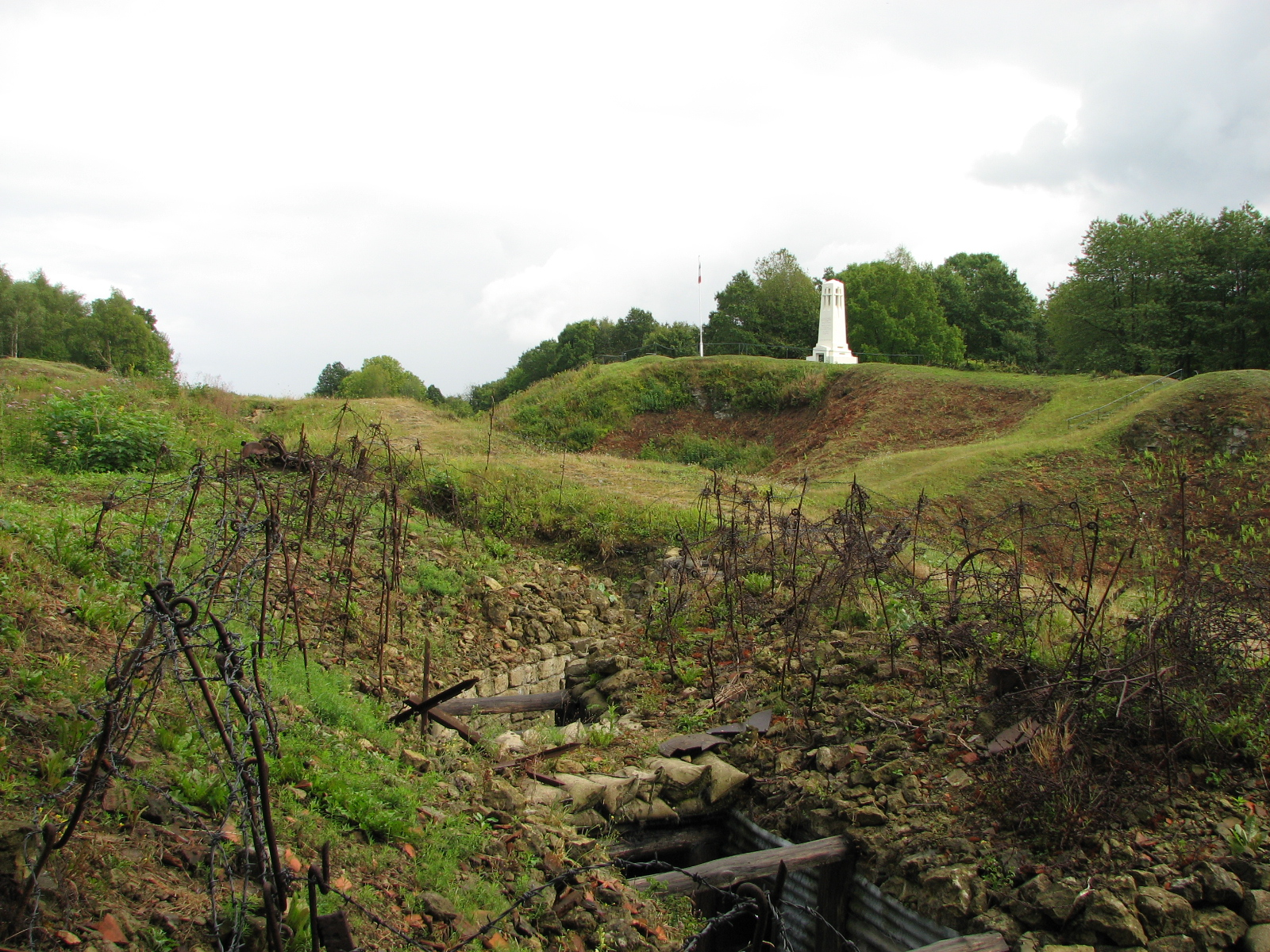
Vue du sommet de la butte depuis les tranchées allemandes.
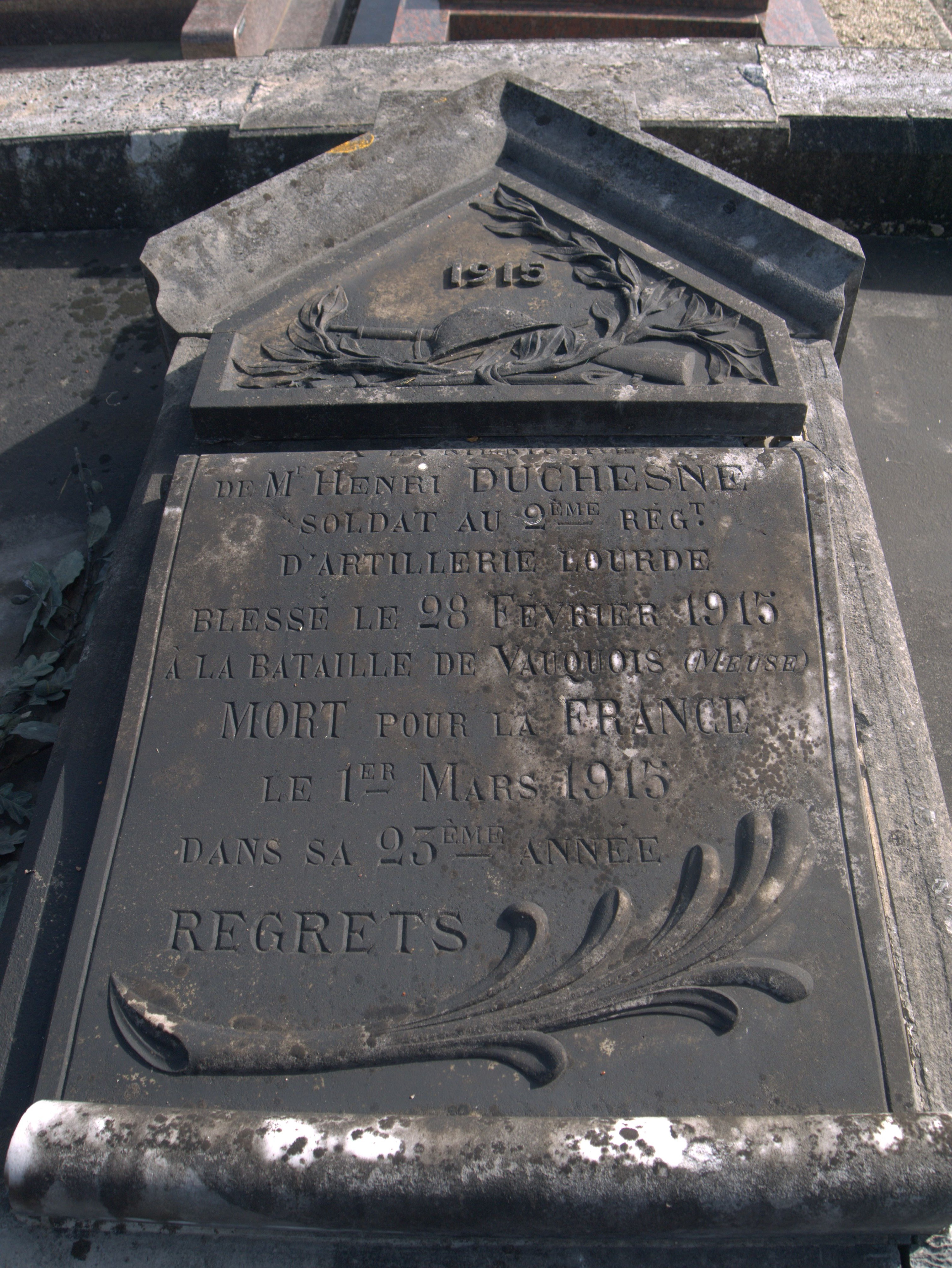
Tombe d'un soldat mort à la bataille de Vauquois le 1er mars 1915 (cimetière de La Baconnière.
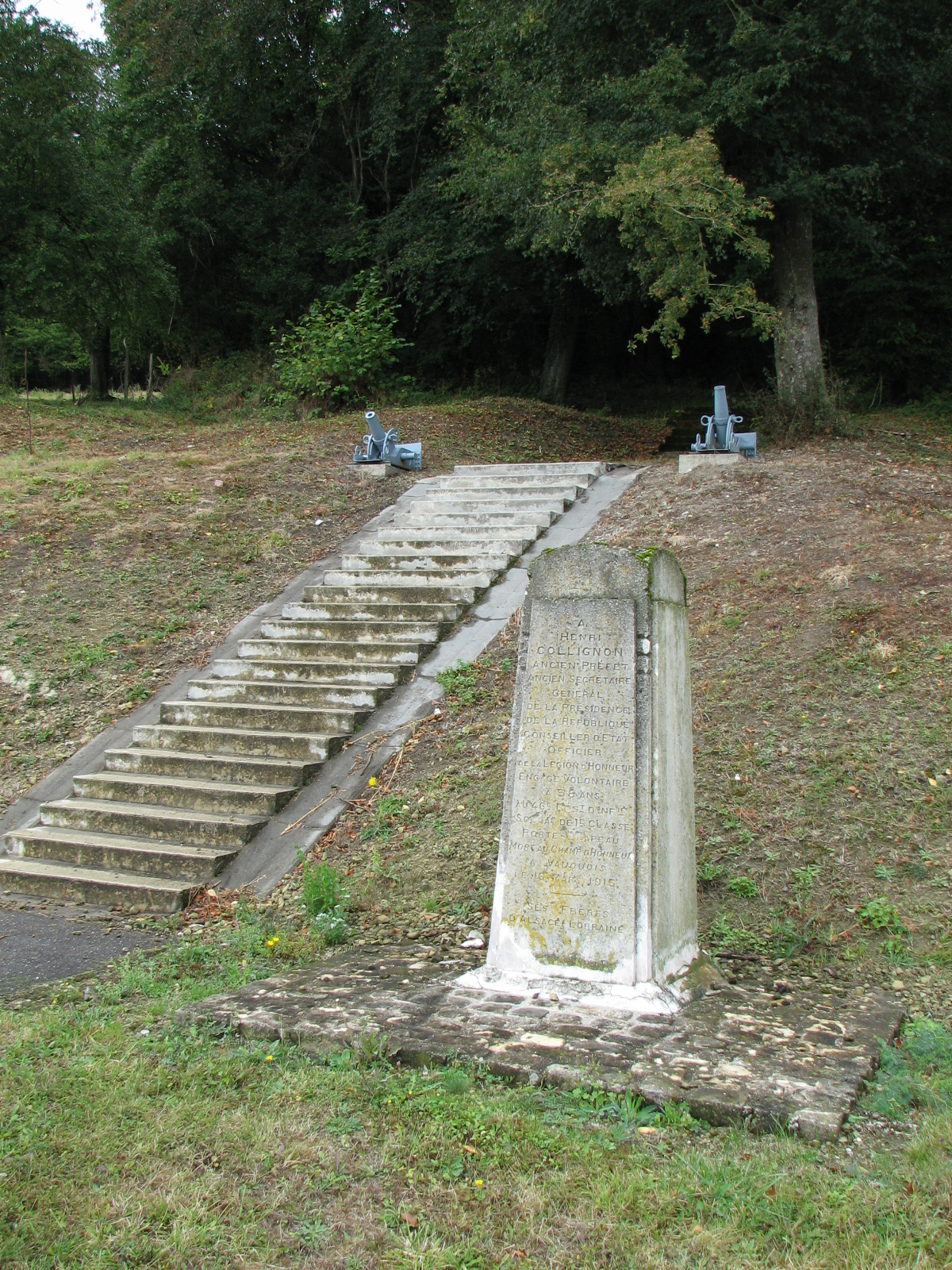
Monument à Henri Collignon au bas de la butte.
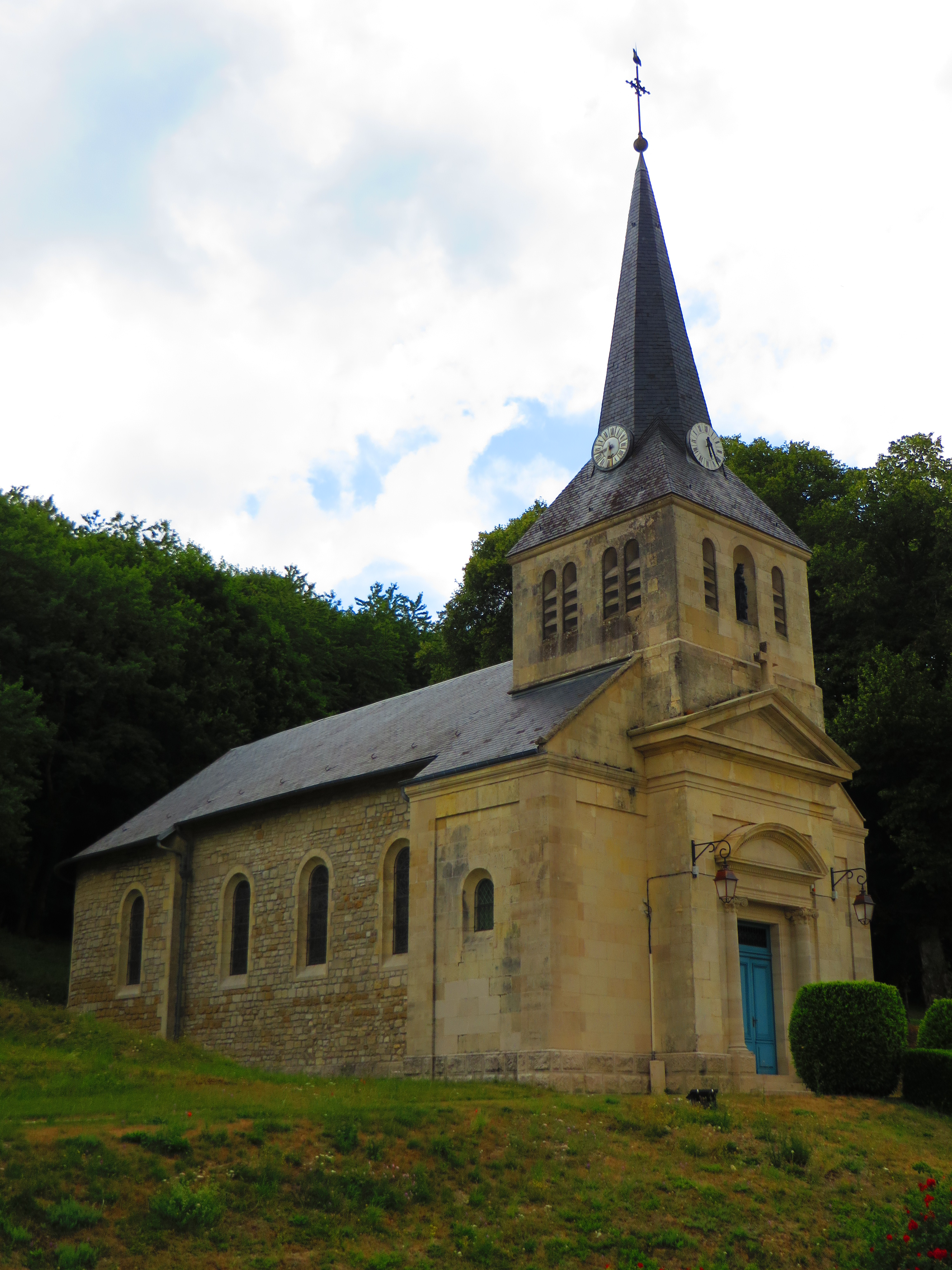
L'église de l'Immaculée-Conception.

### Personnalités liées à la commune
- Général Céleste Deprez (1855-1940), général pendant la Première Guerre mondiale, né à Vauquois. Il contribua à sa reconstruction après guerre.

Parmi « ceux de Vauquois », nom donné à ceux qui ont participé à la bataille de Vauquois : 
- Henri Collignon (1856-1915), préfet et ancien secrétaire général de la présidence de la République, engagé volontaire à 58 ans, tué au combat à Vauquois. Une borne en bas de la butte a été érigée en sa mémoire.
- Auguste Chaillou (1866-1915), médecin et ancien chercheur de l'institut Pasteur, tué au combat à Vauquois.
- Lucien-Émile Dropsy (1886-1915, sculpteur et médailleur, tué au combat à Vauquois.
- Jean Maspero papyrologue (1885-1915)
- Harry S. Truman, président des États-Unis, servit dans l'artillerie américaine qui attaqua le secteur de Vauquois en septembre 1918[23].

### Héraldique
| Blason de Vauquois | Blason  | Les armoiries de Vauquois se blasonnent ainsi : D'azur au coupeau d'or sommé de la Vierge de Vauquois en majesté, portant l'enfant Jésus, les deux d'argent, nimbés d'or ; chapé de gueules chargé de deux casques de centurion romain d'argent affrontés. |
| Blason de Vauquois | Détails | Création Robert A. Louis et Dominique Lacorde. Adopté le 8 avril 2017. |

### Vidéographie
- France 3 La Voix est Libre : Archéologie et Grande Guerre, consulté 16 décembre 2017